# Bahnstrecke Schwartau Waldhalle–Lübeck-Travemünde Strand
| |                                     |                                         |                                         |
| Streckennummer (DB): | 1113                                |                                         |                                         |
| Kursbuchstrecke (DB): | 104                                 |                                         |                                         |
| Kursbuchstrecke: | 103 (1934) 118g (1946)              |                                         |                                         |
| Streckenlänge: | 15,612 km                           |                                         |                                         |
| Spurweite: | 1435 mm (Normalspur)                |                                         |                                         |
| Streckenklasse: | D4                                  |                                         |                                         |
| Stromsystem: | 15 kV 16,7 Hz ~                     |                                         |                                         |
| Minimaler Radius: | 265 m                               |                                         |                                         |
| Streckengeschwindigkeit: | 100 km/h                            |                                         |                                         |
| Zugbeeinflussung: | PZB                                 |                                         |                                         |
| Zweigleisigkeit: | Schwartau Waldhalle–Lübeck-Kücknitz |                                         |                                         |
| |                                     |                                         |                                         |
| \| \| \| von Lübeck Hbf \| \| \| \| 4,699 \| Schwartau Waldhalle (Abzw) \| 5 m \| \| \| \| nach Puttgarden \| \| \| \| 5,610 \| Schwartau-Waldhalle \| Schwartau-Waldhalle \| \| \| 6,621 \| Schwartau (18 m) \| Schwartau (18 m) \| \| \| 8,204 \| Lübeck-Dänischburg \| 5 m \| \| \| \| nach Lübeck-Dänischburg Gbf (Uferbahn) \| \| \| \| 9,671 \| Bundesautobahn 226 (83 m) \| Bundesautobahn 226 (83 m) \| \| \| 11,840 \| Lübeck-Kücknitz \| Lübeck-Kücknitz \| \| \| 12,548 \| Lübeck-Kücknitz (Abzw) \| Lübeck-Kücknitz (Abzw) \| \| \| 13,133 \| Bundesstraße 75 (136 m) \| Bundesstraße 75 (136 m) \| \| \| \| nach Lübeck Skandinavienkai (Hafenbahn) \| \| \| \| 13,901 \| Lübeck-Kücknitz Roter Hahn \| 21 m \| \| \| 14,182 \| Lübeck Skandinavienkai–Lübeck-Kücknitz \| Lübeck Skandinavienkai–Lübeck-Kücknitz \| \| \| 15,700 \| Lübeck-Pöppendorf \| Lübeck-Pöppendorf \| \| \| \| (Neutrassierung 2005) \| \| \| \| 17,850 \| Lübeck-Travemünde Skandinavienkai \| Lübeck-Travemünde Skandinavienkai \| \| \| 17,905 \| Lübeck-Travemünde Skandinavienkai \| 6 m \| \| \| \| \| \| \| \| 17,942 18,250 \| Fehllänge 308 m \| Fehllänge 308 m \| \| \| \| vom Skandinavienkai \| \| \| \| 19,634 \| Lübeck-Travemünde Hafen (früher Bf) \| 3 m \| \| \| \| nach Niendorf (Ostsee) \| \| \| \| 20,619 \| Lübeck-Travemünde Strand (früher Bf) \| 4 m \| \| \| \| \| \| \| Quellen: [1][2][3][4] \| \| \| \| |                                     |                                         |                                         |
| Strecke |                                     | von Lübeck Hbf                          | von Lübeck Hbf                          |
| Blockstelle | 4,699                               | Schwartau Waldhalle (Abzw)              | 5 m                                     |
| Abzweig geradeaus und nach links |                                     | nach Puttgarden                         | nach Puttgarden                         |
| ehemaliger Bahnhof | 5,610                               | Schwartau-Waldhalle                     | Schwartau-Waldhalle                     |
| Brücke über Wasserlauf | 6,621                               | Schwartau (18 m)                        | Schwartau (18 m)                        |
| Bahnhof | 8,204                               | Lübeck-Dänischburg                      | 5 m                                     |
| Abzweig geradeaus und nach rechts |                                     | nach Lübeck-Dänischburg Gbf (Uferbahn)  | nach Lübeck-Dänischburg Gbf (Uferbahn)  |
| Brücke | 9,671                               | Bundesautobahn 226 (83 m)               | Bundesautobahn 226 (83 m)               |
| ehemaliger Bahnhof | 11,840                              | Lübeck-Kücknitz                         | Lübeck-Kücknitz                         |
| Blockstelle | 12,548                              | Lübeck-Kücknitz (Abzw)                  | Lübeck-Kücknitz (Abzw)                  |
| Brücke | 13,133                              | Bundesstraße 75 (136 m)                 | Bundesstraße 75 (136 m)                 |
| Abzweig geradeaus und nach links |                                     | nach Lübeck Skandinavienkai (Hafenbahn) | nach Lübeck Skandinavienkai (Hafenbahn) |
| Haltepunkt / Haltestelle | 13,901                              | Lübeck-Kücknitz Roter Hahn              | 21 m                                    |
| Kreuzung geradeaus oben | 14,182                              | Lübeck Skandinavienkai–Lübeck-Kücknitz  | Lübeck Skandinavienkai–Lübeck-Kücknitz  |
| ehemaliger Bahnhof | 15,700                              | Lübeck-Pöppendorf                       | Lübeck-Pöppendorf                       |
| Verschwenkung von links (Strecke außer Betrieb) · Verschwenkung von rechts |                                     | (Neutrassierung 2005)                   | (Neutrassierung 2005)                   |
| Haltepunkt / Haltestelle (Strecke außer Betrieb) · Strecke | 17,850                              | Lübeck-Travemünde Skandinavienkai       | Lübeck-Travemünde Skandinavienkai       |
| Strecke (außer Betrieb) · Haltepunkt / Haltestelle | 17,905                              | Lübeck-Travemünde Skandinavienkai       | 6 m                                     |
| Verschwenkung nach links (Strecke außer Betrieb) · Verschwenkung nach rechts |                                     |                                         |                                         |
| Kilometer-Wechsel | 17,942 18,250                       | Fehllänge 308 m                         | Fehllänge 308 m                         |
| Abzweig geradeaus und ehemals von rechts |                                     | vom Skandinavienkai                     | vom Skandinavienkai                     |
| Haltepunkt / Haltestelle | 19,634                              | Lübeck-Travemünde Hafen (früher Bf)     | 3 m                                     |
| Abzweig geradeaus und ehemals nach links |                                     | nach Niendorf (Ostsee)                  | nach Niendorf (Ostsee)                  |
| Haltepunkt / Haltestelle Streckenende | 20,619                              | Lübeck-Travemünde Strand (früher Bf)    | 4 m                                     |
| |                                     |                                         |                                         |
| Quellen: |                                     |                                         |                                         |

Die Bahnstrecke Schwartau Waldhalle–Lübeck-Travemünde Strand ist eine teilweise zweigleisige, elektrifizierte Hauptbahn in Schleswig-Holstein. Sie dient vor allem dem Zubringerverkehr zum Travemünder Ostseestrand und zu den Ostseefähren am Skandinavienkai sowie dem innerstädtischen Lübecker Verkehr.

## Strecke

### Streckenbeschreibung

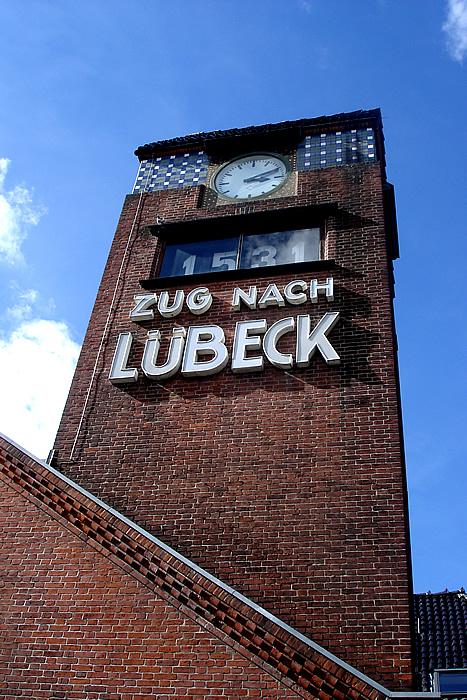
Uhrenturm am Travemünder Strandbahnhof von Fritz Klingholz

Die Bahnstrecke zweigt nördlich des Lübecker Hauptbahnhofs an der Abzweigstelle Schwartau Waldhalle von der Bahnstrecke Lübeck–Puttgarden ab und verläuft unmittelbar am linken Traveufer bis Lübeck-Dänischburg. Danach zweigt eine Güterbahnstrecke zum Containerterminal der Firma Lehmann und zum Seelandkai der Lübecker Hafengesellschaft ab. Nach Überquerung der Autobahn A 226 und der Bundesstraße 75 folgt vor dem Haltepunkt Lübeck-Kücknitz der Abzweig zum KV-Terminal Baltic Rail Gate und dem vorgelagerten Bezirksbahnhof Lübeck Skandinavienkai der Lübecker Hafenbahn am Travemünder Skandinavienkai. Die Strecke verläuft dann zunächst neben der Travemünder Landstraße und anschließend entlang der Hafengrenze des Skandinavienkais. Der Haltepunkt Lübeck-Travemünde Skandinavienkai am nördlichen Rand der Kaianlagen bedient zugleich das Wohngebiet des Pommernzentrums am Rönnauer Weg. Nach Erreichen des Travemünder Stadtgebiets folgt nach einem Bahnübergang über den vielbefahrenen Gneversdorfer Weg der Bahnhof Lübeck-Travemünde Hafen in der Nähe des Ortszentrums. Hier bestand früher ein Abzweig über Brodten nach Niendorf (Ostsee). Endpunkt der Strecke ist der Kopfbahnhof Lübeck-Travemünde Strand, der sich im Kurviertel befindet.

### Streckennummern
Die im Personenverkehr befahrene Strecke nach Lübeck-Travemünde Strand hat die Nummer 1113, während die im Güterverkehr befahrenen Strecken zum Lehmann-Containerterminal und zum LHG-Seelandkai in Herrenwyk (früher: zum Hochofenwerk Lübeck) sowie zum Skandinavienkai die Streckennummern 1115 und 1117 haben.

## Geschichte

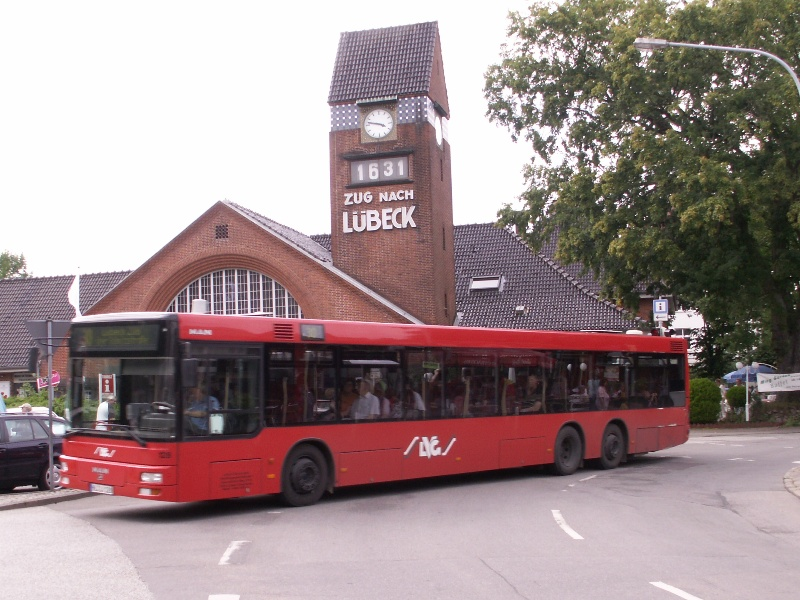
Uhrenturm des Travemünder Strandbahnhofes

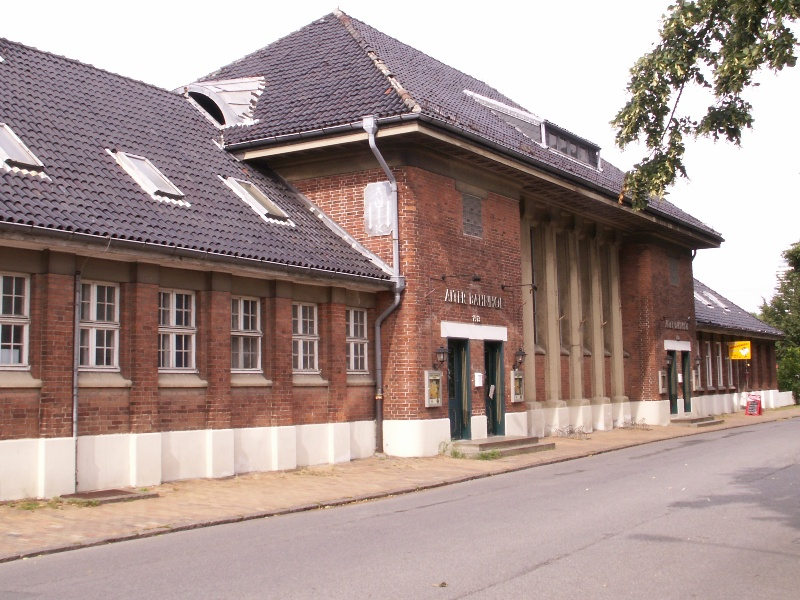
Bahnhof Travemünde Hafen

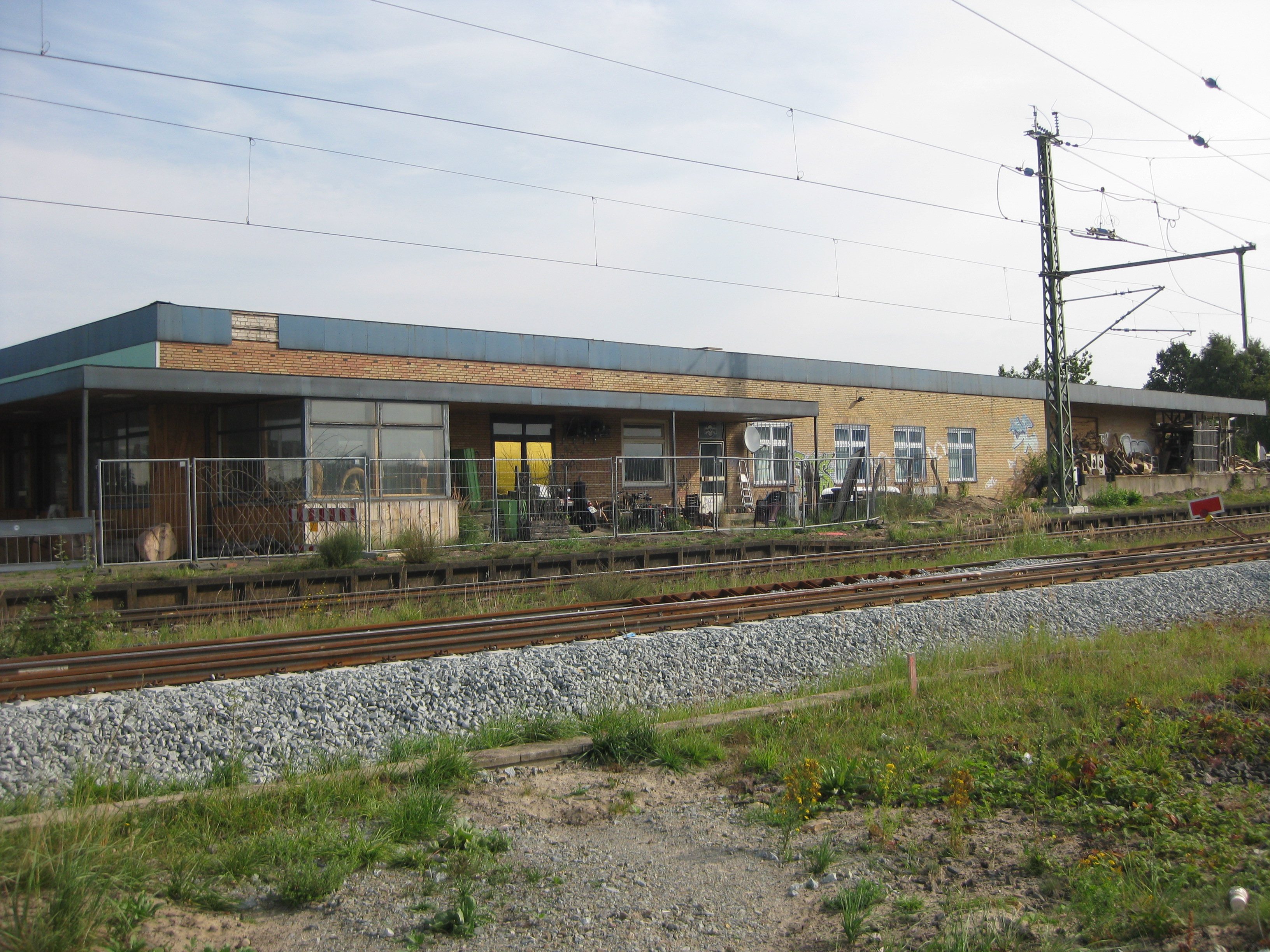
Ehemaliger Bahnsteig in Dänischburg (2009)

Bad Schwartauer Waldhalle

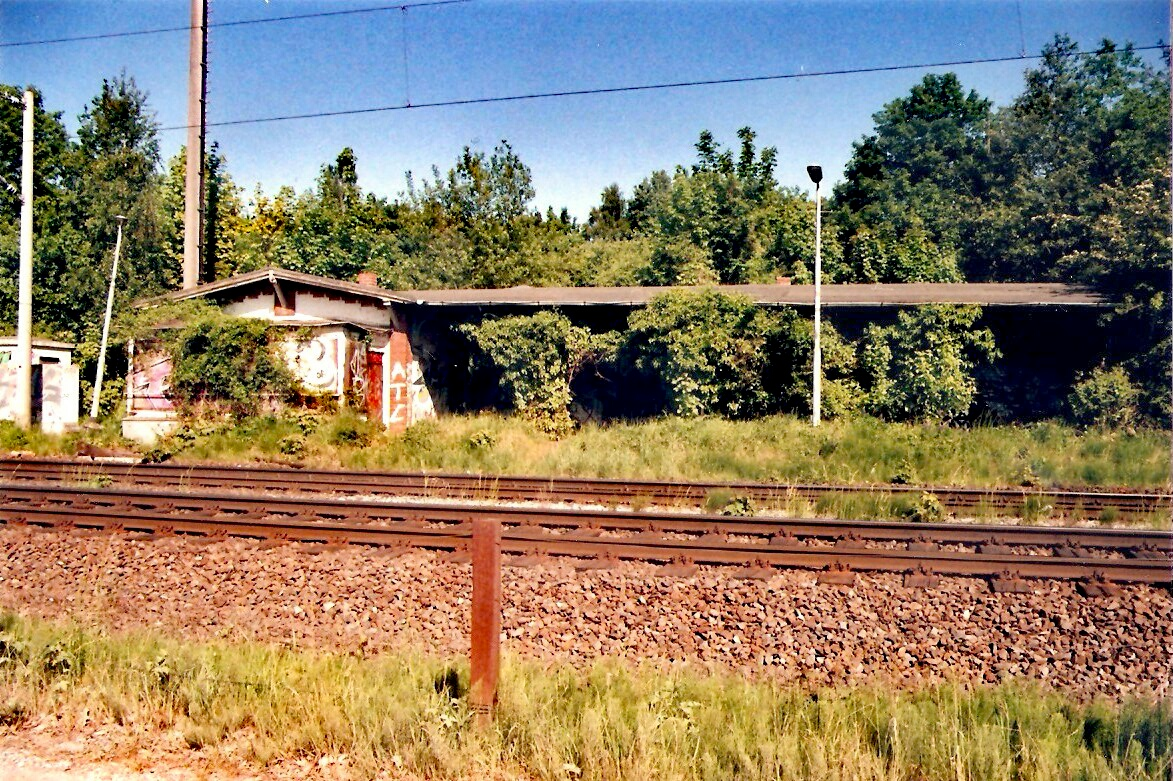
Bad Schwartaus einstiger Bahnhof Waldhalle

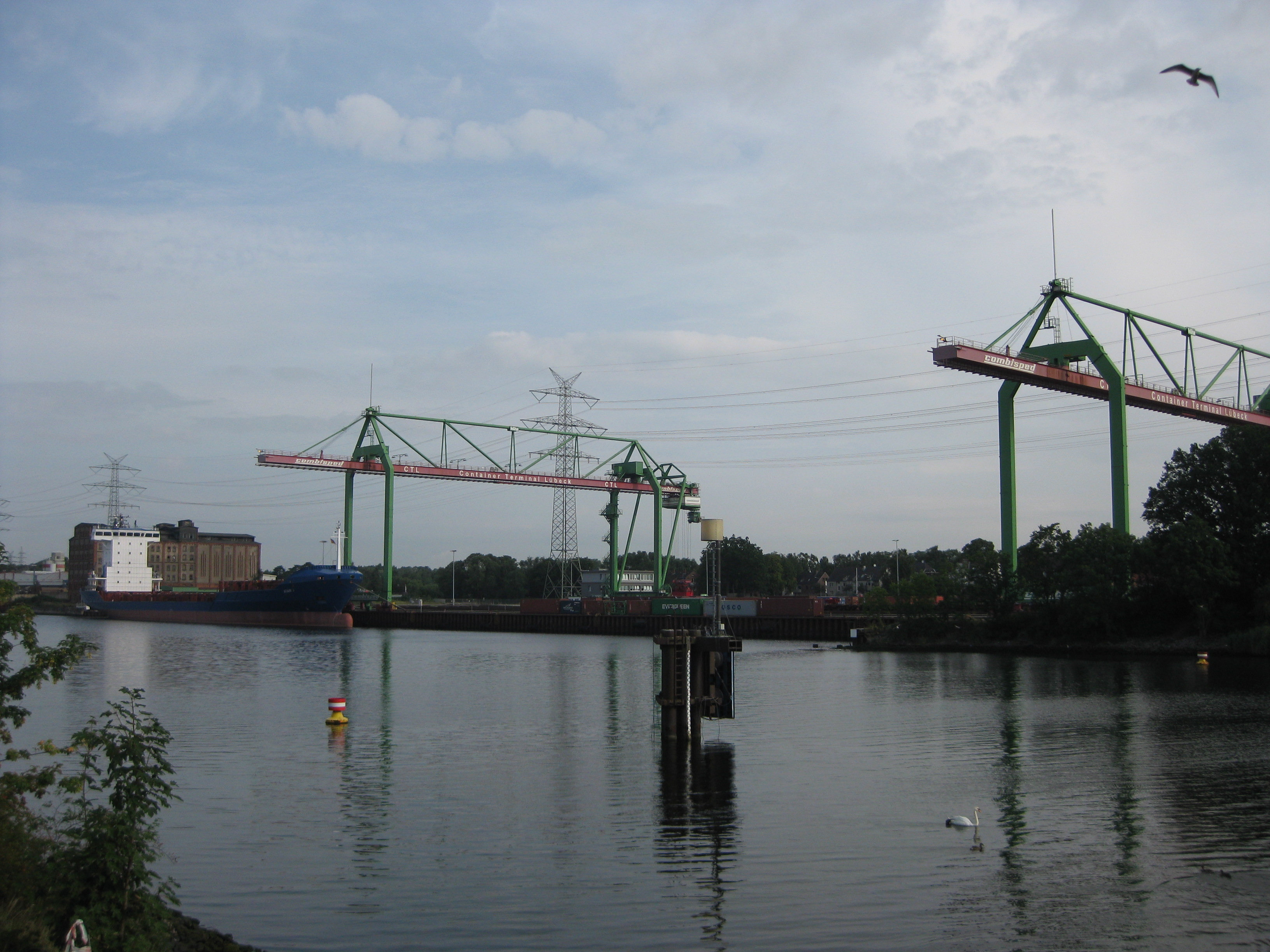
Containerbrücken des Terminals an der Untertrave zur Bahnverladung über den Abzweig zum früheren Stahlwerk hinter der abgerissenen Herrenbrücke

Die Strecke wurde am 1. August 1882 unter Walther Brecht, Direktor der Lübeck-Büchener-Eisenbahn-Gesellschaft (LBE), eröffnet und am 1. Juli 1898 vom heutigen Bahnhof Lübeck-Travemünde Hafen nach Lübeck-Travemünde Strand verlängert. Der stark anwachsende Ausflugsverkehr nach Travemünde erforderte 1911 einen neuen Strandbahnhof, der nach Plänen von Fritz Klingholz im Jugendstil erbaut wurde. Als Besonderheit erhielt er einen bis zum Badestrand sichtbaren Uhrturm, der auf einer großen Anzeige die Abfahrtzeit des nächsten Zuges nach Lübeck Hauptbahnhof zeigt.
1913 entstand eine knapp fünf Kilometer lange Stichstrecke von Lübeck-Travemünde Hafen nach Niendorf (Ostsee), um diesen Ort für Touristen leichter erreichbar zu machen.
Bis zur Verstaatlichung durch die Deutsche Reichsbahn am 1. Januar 1938 ging die Verantwortung für den Betrieb von der LBE an sie über. Die LBE, die schon in den 1930er Jahren die Strecke mit hochwertigen Doppelstockwagen befuhr, führte den markanten Werbespruch „Hamburg, Lübeck, Travemünde – Aus dem Häusermeer an die See“ ein.
Vor dem Zweiten Weltkrieg stand die Strecke unter der Hoheit der Reichsbahndirektion Schwerin. Später übernahm die Deutsche Bundesbahn den Betrieb.
Zum 29. September 1974 wurde die Strecke zwischen Lübeck-Travemünde Hafen und Niendorf stillgelegt. In den 1990er Jahren wurde der Haltepunkt Schwartau-Waldhalle aufgelassen.
2004 wurde in der Nähe der Fähranleger nach Schweden und Finnland der Haltepunkt Lübeck-Travemünde Skandinavienkai eingerichtet, da der vorher für den Fährverkehr genutzte Hafenbahnhof zu weit entfernt lag. 2006–2007 wurde jedoch der Skandinavienkai in großem Umfang um Hafenflächen und Gewerbegebiete für hafennahe Betriebe und Logistikunternehmen erweitert. Dazu musste 2005 die Bahnstrecke auf anderthalb Kilometer Länge mehrere hundert Meter westwärts verlegt werden, so dass sie jetzt neben der Ivendorfer Landstraße verläuft. Zudem wurde ein neues Gebäude für das Hafenterminal errichtet, das etwa einen Kilometer südlich des abgerissenen alten liegt. Damit hat der neue Haltepunkt keinen fußläufigen Zugang zum Skandinavienkai mehr. Passagiere, die mit dem Zug anreisen, müssen in den Bus umsteigen, um die Schiffe zu erreichen.
Am 23. Mai 2006 wurde nach umfangreichen Restaurierungsarbeiten der neu gestaltete historische Strandbahnhof wieder neu eröffnet. In diesem Zuge wurde die bis dahin defekte Turmuhr wieder in Betrieb genommen. Im April 2016 war der Anzeiger wieder außer Betrieb. Bis Juli 2016 wurde er instand gesetzt.
2007 begannen Arbeiten, die Strecke als Fortsetzung der Bahnstrecke Hamburg–Lübeck zu elektrifizieren. Die Elektrifizierung wurde im Dezember 2008 abgeschlossen. Güterzüge fahren seitdem ohne Lokwechsel in den Raum Hamburg.
Im Juli 2010 wurde der zweigleisige Ausbauabschnitt zwischen Schwartau Waldhalle und Kücknitz in Betrieb genommen; hierzu mussten vier Brücken neu errichtet werden.
Seit dem 14. Dezember 2014 wird die Bahnstation Dänischburg unter dem Namen Lübeck-Dänischburg IKEA im Personenverkehr wieder bedient; die Betriebsstelle wird weiterhin als Lübeck-Dänischburg geführt. Der 1986 nach der Schließung des Villeroy-&-Boch-Werks aufgegebene Halt wurde reaktiviert, nachdem auf dem früheren Werksgelände das Einkaufszentrum LUV-Center mit 400.000 m² Verkaufsfläche entstanden war. Die Umbenennung geht darauf zurück, dass das im Einkaufszentrum gelegene IKEA-Möbelhaus in einer Public-private-Partnership mit etwa fünf Millionen Euro die gesamten Kosten der Baumaßnahmen übernommen hatte.

### Fahrzeugeinsatz

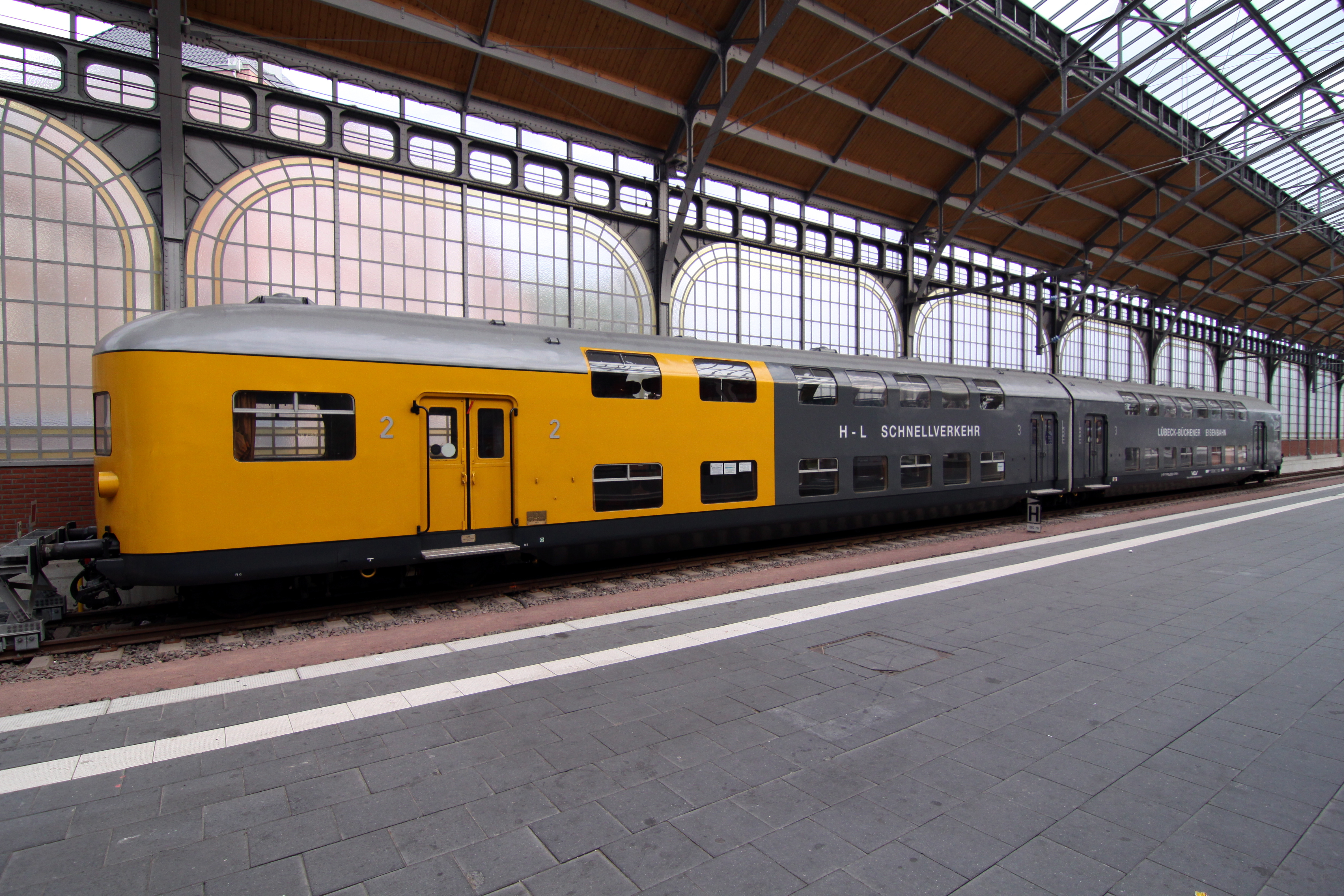
Doppelstock-Stromlinien-Wendezugwagen der LBE
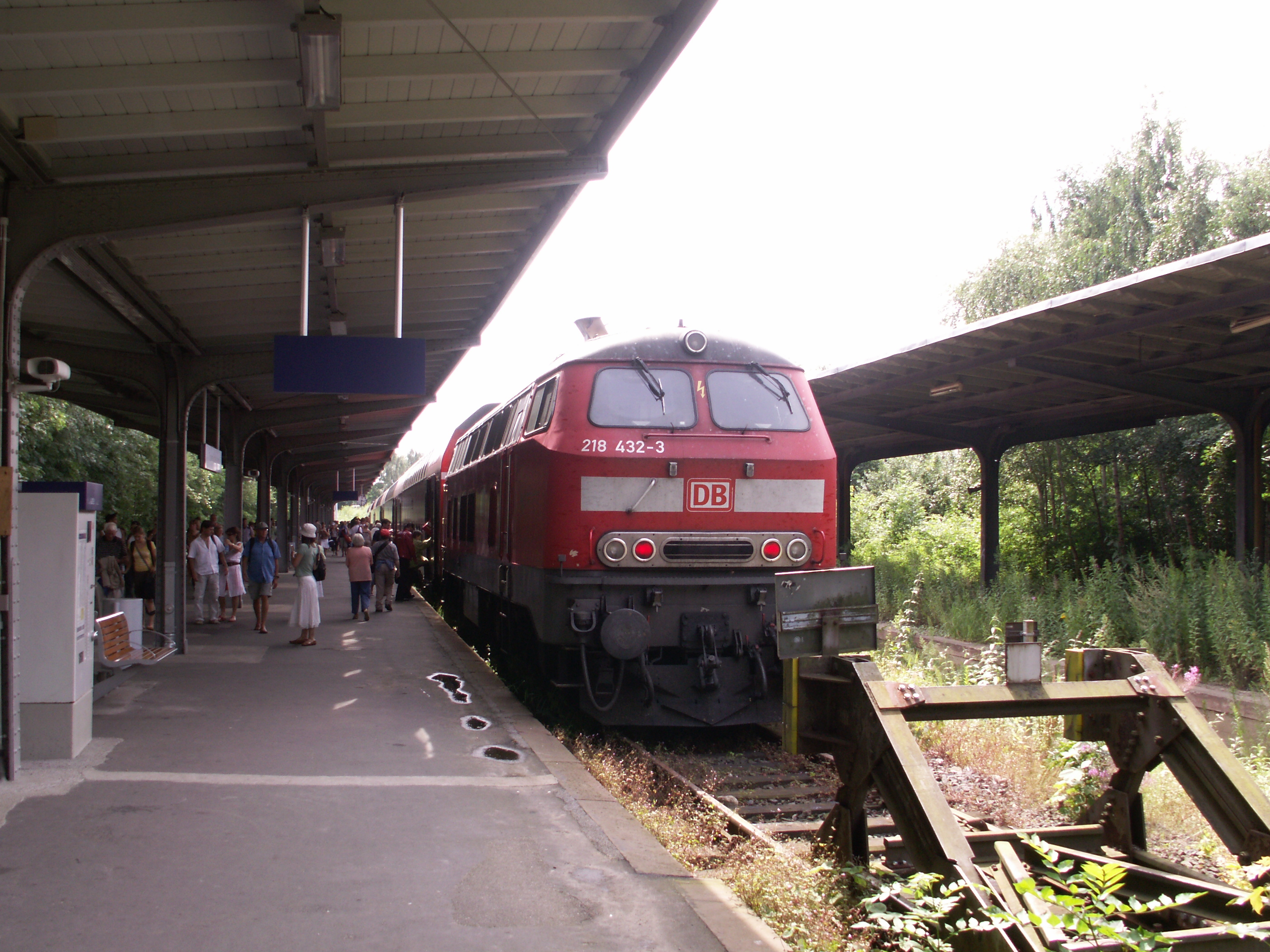
Lokomotive der Baureihe 218 im Strandbahnhof
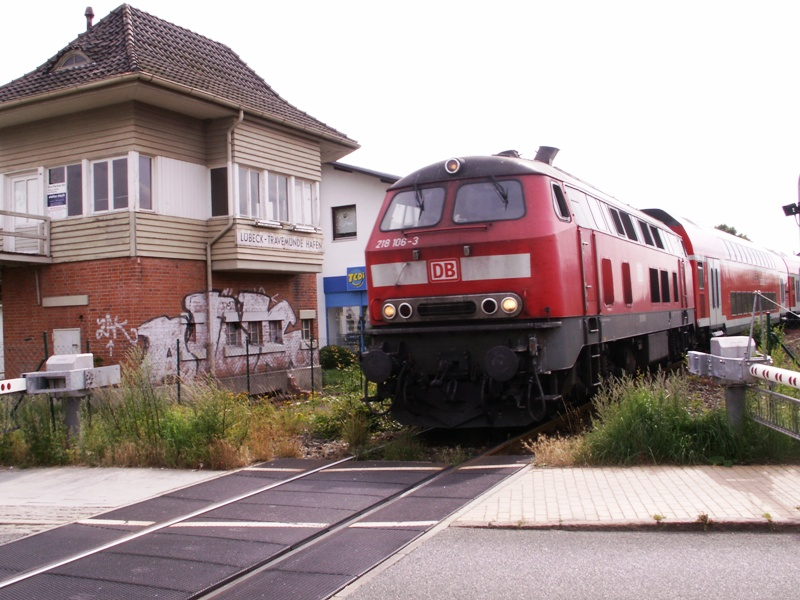
Lokomotive der Baureihe 218 am Stellwerk des Hafenbahnhofs

Ab Mai 1936 setzte die LBE Stromlinien-Schnellzüge mit Doppelstockwagen auf der Verbindung Hamburg Hbf–Lübeck-Travemünde Strand ein, die weltweit Aufsehen erregten. Sie waren bereits damals als Wendezüge mit Steuerwagen, automatischen Scharfenberg-Kupplungen sowie als Zweier-Einheiten mit einem gemeinsamen Jakobsdrehgestell ausgestattet. Die acht Doppelstockwagen wurden von den Firmen WUMAG und Linke-Hofmann geliefert. Planmäßig mit dem Zug verwendet wurde eine Schnellfahr-Tender-Dampflokomotive mit Stromlinienverkleidung, die vom anderen Zugende aus vom Triebfahrzeugführer ferngesteuert werden konnte.
Die LBE-Doppelstockwagen boten einen für die damalige Zeit großen Komfort, beispielsweise gepolsterte Sitze in der 3. Klasse. Größeres Gepäck wurde beim Einsteigen von Pagen in Empfang genommen, im Gepäckabteil verstaut und beim Verlassen des Wagens wieder ausgeliefert.
Die Deutsche Bundesbahn setzte besonders in den 1960er und 1970er Jahren im Regionalverkehr nach Hamburg mit DB-Baureihe V 200.0 bespannte Wendezüge ein. Im Nahverkehr nach Lübeck wurden lange Zeit Diesellokomotiven der DB-Baureihe V 100 mit dreiachsigen Umbau-Wagen mit Eilzugsteuerwagen der Bauart Eilzugwagen eingesetzt.
Im Personenverkehr wurden bis zur Aufnahme des elektrischen Betriebes am 13./14. Dezember 2008 Diesellokomotiven eingesetzt. So kamen an den Sommerwochenenden bis zu siebenteilige Doppelstock-Wendezüge mit Diesellokomotiven der DB-Baureihe 218 zum Einsatz. In der nachfrageschwachen Zeit wurden die Züge mit Dieseltriebwagen der DB-Baureihe 628 gefahren. Mit der Elektrifizierung ersetzten Loks der Baureihe 112 die Diesellokomotiven.
Der Güterverkehr wurde mit Diesellokomotiven der DB-Baureihe 232 durchgeführt.
Die Verbindung wird gegenwärtig von der DB Regio Schleswig-Holstein werktags im Stundentakt mit Regionalexpress-Zügen der Linie RE 8 bedient, die zwischen Hamburg Hbf und Lübeck-Travemünde Strand verkehren und mit den Stadler KISS gefahren werden.
Am 25. April 2021 soll GSM-R auf der Strecke in Betrieb gehen.